# Segunda División de Sudáfrica
La Segunda División de Sudáfrica, llamada ABC Motsepe League por razones de patrocinio, es la tercera categoría de fútbol de Sudáfrica por debajo de la Primera División de Sudáfrica desde 1998.

## Historia
La liga fue creada en 1998 por la Asociación de Fútbol de Sudáfrica y al principio la liga fue patrocinada por la compañía de telecomunicaciones Vodacom por lo que la liga era conocida como Vodacom League, hasta que en 2012 Motsepe Fundation firma un contrato de patrocinio por cinco años, y el nombre de la liga es por el padre de la fundación Augustine Butana Chaane Motsepe.
En la temporada 2010/11 se da por primera vez la participación de equipos con limitación de edad en la liga, los cuales fueron Ajax Cape Town U19, Bay Academy, Bid Boys, Celtic Colts, SuperSport T.H. Academy y Mitchells Plain United, aunque con la diferencia de que en ese año no les fue permitido el ascenso a la Primera División de Sudáfrica de obtenerlo.

## Formato

Mapa de las dos zonas de la Segunda División:
Inland Stream
Coastal Stream

En la división participan 144 equipos divididos en nueve grupos, los cuales son las nueve provincias en las que está dividido geopolíticamente Sudáfrica: Eastern Cape, Free State, KwaZulu Natal, Northern Cape, Western Cape, Gauteng, Limpopo, Mpumalanga y North West, aunque no en todas las temporadas participan las nueve provincias. En la liga está abierta la participación de equipos sin importar la categoría si es primer equipo, equipo filial o equipo de categoría menor con sus respectivas restricciones para los equipos filiales.
El ganador de cada provincia clasifica al playoff de ascenso en donde los cuatro mejores equipos lograban el ascenso a la Primera División de Sudáfrica entre 1998 y 2003, hasta que la cantidad de promovido bajó a dos desde entonces, mientras que los dos peores equipos de cada provincia descienden a la Liga Regional Sudafricana.

## Campeones Provinciales

### Eastern Cape
| Temporada | Campeón          | Subcampeón               |
| --------- | ---------------- | ------------------------ |
| 1998–99   |                  |                          |
| 1999–00   | Blackburn Rovers |                          |
| 2000–01   | PE Technikon     | PE Tigers                |
| 2001–02   | Blackburn Rovers | PE Tigers                |
| 2002–03   | UPE-FCK          | Blackburn Rovers         |
| 2003–04   |                  |                          |
| 2004–05   |                  |                          |
| 2005–06   |                  |                          |
| 2006–07   | Lion City        |                          |
| 2007–08   | Bush Bucks F.C.  | Matat Professionals F.C. |
| 2008–09   | Blackburn Rovers |                          |
| 2009–10   | Blackburn Rovers | Tornado                  |
| 2010–11   | Buffalo          | Tornado                  |
| 2011–12   | Tornado          |                          |
| 2012–13   |                  |                          |
| 2013–14   |                  |                          |
| 2014–15   |                  |                          |
| 2015–16   | Tornado          | Lion City FC             |
| 2016–17   | EC Bees FC       | Future Tigers            |
| 2017–18   | Tornado          | EC Bees FC               |
| 2018–19   | Tornado          | Mthatha Bucks            |

### Kwazulu Natal
| Temporada | Campeón             | Subcampeón             |
| --------- | ------------------- | ---------------------- |
| 1998–99   |                     |                        |
| 1999–00   |                     |                        |
| 2000–01   | Nathi Stars         | Leeds United           |
| 2001–02   | Moja United         | Greenpoint Vultures    |
| 2002–03   | Nathi Stars         | Italian Juventus       |
| 2003–04   |                     |                        |
| 2004–05   |                     |                        |
| 2005–06   |                     |                        |
| 2006–07   | Abaqulusi           |                        |
| 2007–08   | Island              | Rangers                |
| 2008–09   | Newcastle Sicilians |                        |
| 2009–10   | Island              | African Wanderers      |
| 2010–11   | Durban Stars        | Sobantu Shooting Stars |
| 2011–12   | Maritzburg City FC  |                        |
| 2012–13   |                     |                        |
| 2013–14   |                     |                        |
| 2014–15   | Maluti FET College  |                        |
| 2015–16   | Kings United FC     | Uthongathi FC          |
| 2016–17   | Uthongathi FC       | Umvoti                 |
| 2017–18   | Umvoti              | Milford FC             |
| 2018–19   | Summerfield Dynamos | Happy Wanderers        |

### Northern Cape
| Temporada | Campeón                                | Subcampeón                                    |
| --------- | -------------------------------------- | --------------------------------------------- |
| 1998–99   |                                        |                                               |
| 1999–00   | Glenville                              |                                               |
| 2000–01   | William Prescod                        | Louisvale Pirates                             |
| 2001–02   | Young Pirates                          | Louisvale Pirates                             |
| 2002–03   | Dalton Brothers                        | Olympics                                      |
| 2003–04   |                                        |                                               |
| 2004–05   |                                        |                                               |
| 2005–06   |                                        |                                               |
| 2006–07   | Kakamas Cosmos                         |                                               |
| 2007–08   | William Pescod F.C.                    | Louisvale Pirates F.C.                        |
| 2008–09   | Real Madrid                            |                                               |
| 2009–10   | Kakamas Sundowns                       | Wings United                                  |
| 2010–11   | Real Madrid                            | Steach United                                 |
| 2011–12   | Morester Jeug                          |                                               |
| 2012–13   |                                        |                                               |
| 2013–14   |                                        |                                               |
| 2014–15   |                                        |                                               |
| Temporada | Grupo A                                | Grupo B                                       |
| 2015–16   | 1. Morester Jeug 2. Olympics           | 1. Colville United 2.Kuruman Kicks FC         |
| 2016–17   | 1. Mainstay United 2. Rasta Far Eagles | 1. Magareng Young Stars FC 2. Colville United |
| 2017–18   | 1. Hungry Lions 2. Olympics            | 1. Magareng Young Stars FC 2. United Rovers   |
| 2018–19   | 1. Hungry Lions 2. Tornado F.C.        | 1. United Rovers 2. Colville United           |

### Western Cape
| Temporada | Campeón                | Subcampeón         |
| --------- | ---------------------- | ------------------ |
| 1998–99   |                        |                    |
| 1999–00   |                        |                    |
| 2000–01   | Vasco da Gama          | Juventus           |
| 2001–02   | Juventus               | Rygersdal Aces     |
| 2002–03   | Vasco da Gama          | Clyde Pinelands    |
| 2003–04   |                        |                    |
| 2004–05   |                        |                    |
| 2005–06   |                        |                    |
| 2006–07   | Hanover Park           |                    |
| 2007–08   |                        | Soweto Panthers FC |
| 2008–09   | Steenberg United       |                    |
| 2009–10   | Mitchells Plain United | Milano United FC   |
| 2010–11   | Chippa United          | Milano United FC   |
| 2011–12   | Milano United FC       |                    |
| 2012–13   | Cape Town All Stars    |                    |
| 2013–14   | Cape Town All Stars    |                    |
| 2014–15   | Glendene United        |                    |
| 2015–16   | Steenberg United       | Glendene United FC |
| 2016–17   | Zizwe United           | Steenberg United   |
| 2017–18   | Steenberg United       | The Magic          |
| 2018–19   | Steenberg United       | The Magic          |

### Free State
| Temporada | Campeón                | Subcampeón                   |
| --------- | ---------------------- | ---------------------------- |
| 1998–99   |                        |                              |
| 1999–00   | City Drifters          |                              |
| 2000–01   | Welkom Stars           | Maholosiane                  |
| 2001–02   | Maholosiane            | Roses United                 |
| 2002–03   | Roses United           | Dikoena                      |
| 2003–04   | Kroonstad Rovers       |                              |
| 2004–05   | Motheo United Warriors |                              |
| 2005–06   | Black Mambas           |                              |
| 2006–07   | African Warriors       |                              |
| 2007–08   | Carara Kicks F.C.      | Mafube United F.C.           |
| 2008–09   | United                 |                              |
| 2009–10   | Roses United           | Maluti Fet College           |
| 2010–11   | Roses United           | Botshabelo                   |
| 2011–12   | Roses United           | Maluti TVET College          |
| 2012–13   | Maluti FET College     |                              |
| 2013–14   | Sibanye Golden Stars   | Bubchu United                |
| 2014–15   | Roses United           | Super Eagles                 |
| 2015–16   | Manco Milano           | Mangaung Unite               |
| 2016–17   | Super Eagles           | Harmony FC                   |
| 2017–18   | Mangaung Unite         | Bloemfontein Young Tigers FC |

### Gauteng
| Temporada | Campeón           | Subcampeón                   |
| --------- | ----------------- | ---------------------------- |
| 1998–99   |                   |                              |
| 1999–00   |                   |                              |
| 2000–01   | Mamelodi Juventus | Mandel Kings                 |
| 2001–02   | Ennerdale Arcadia | BK Callies                   |
| 2002–03   | Arcadia Shepherds | Luso Africa                  |
| 2003–04   |                   |                              |
| 2004–05   | P.J Stars         |                              |
| 2005–06   | Yebo Yes United   |                              |
| 2006–07   | Yebo Yes United   |                              |
| 2007–08   | M Tigers          |                              |
| 2008–09   | Lusitano          |                              |
| 2009–10   | FC AK             | M Tigers                     |
| 2010–11   | Highlands Park    | Blackpool                    |
| 2011–12   | The Vardos FC     |                              |
| 2012–13   | The Vardos FC     |                              |
| 2013–14   | Highlands Park    |                              |
| 2014–15   | African All Stars |                              |
| 2015–16   | JDR Stars FC      | Alexandra United             |
| 2016–17   | Maccabi FC        | Orange Vaal Professionals FC |
| 2017–18   | Maccabi FC        | JDR Stars FC                 |

### Limpopo
| Temporada | Campeón      | Subcampeón                    |
| --------- | ------------ | ----------------------------- |
| 1998–99   |              |                               |
| 1999–00   |              |                               |
| 2000–01   | Sisterpark   | Winnerspark                   |
| 2001–02   | Winnerspark  | Gesane Arsenal                |
| 2002–03   | Winnerspark  | Gesane Arsenal                |
| 2003–04   |              |                               |
| 2004–05   |              |                               |
| 2005–06   |              |                               |
| 2006–07   | Mokopane     |                               |
| 2007–08   | Classic F.C. | The Dolphins F.C.             |
| 2008–09   | Peace Lovers |                               |
| 2009–10   | Peace Lovers | Limpopom United               |
| 2010–11   | Baroka F.C.  | Winners Park                  |
| 2011–12   | Baroka FC    |                               |
| 2012–13   | Baroka FC    |                               |
| 2013–14   | Magezi FC    |                               |
| 2014–15   | Magezi FC    |                               |
| 2015–16   | Magezi FC    | The Dolphins                  |
| 2016–17   | The Dolphins | Bellevue Village Winners Park |
| 2017–18   | The Dolphins | Boyne Tigers F.C.             |
| 2018–19   | Madridtas    | Mikhado FC                    |

### Mpumalanga
| Temporada | Campeón                   | Subcampeón           |
| --------- | ------------------------- | -------------------- |
| 1998–99   |                           |                      |
| 1999–00   |                           |                      |
| 2000–01   | Green Nation              | Ferrometals          |
| 2001–02   | People's Bank Spurs       | Sporting             |
| 2002–03   | Sporting                  | Home Defenders       |
| 2003–04   |                           |                      |
| 2004–05   | Witbank Spurs             |                      |
| 2005–06   |                           |                      |
| 2006–07   | MP Black Aces             |                      |
| 2007–08   | Barberton City Stars F.C. | Batau Killers F.C.   |
| 2008–09   | Batau                     |                      |
| 2009–10   | Mologadi                  | Barberton City Stars |
| 2010–11   | Sivutsa Stars             | Mighty Mega Force    |
| 2011–12   | Batau FC                  |                      |
| 2012–13   |                           |                      |
| 2013–14   |                           |                      |
| 2014–15   |                           |                      |
| 2015–16   | Appolo XI FC              | Acornbush United FC  |
| 2016–17   | Acornbush United FC       | TS Galaxy FC         |
| 2017–18   | TS Sporting FC            | Mlambo Royal Cubs FC |

### North West
| Temporada | Campeón                  | Subcampeón               |
| --------- | ------------------------ | ------------------------ |
| 1998–99   |                          |                          |
| 1999–00   |                          |                          |
| 2000–01   | Mafikeng City            | Western Aces             |
| 2001–02   | Leicester City           | Western Aces             |
| 2002–03   | Kanana Stars             | Anderlecht               |
| 2003–04   |                          |                          |
| 2004–05   |                          |                          |
| 2005–06   | Ga-Rankuwa United        |                          |
| 2006–07   | Madibogopan Blizzards    |                          |
| 2007–08   | City of Matlosane F.C.   | Mothupi Birds F.C.       |
| 2008–09   | RNB 54                   |                          |
| 2009–10   | Ga-Rankuwa United        | City of Matlosana United |
| 2010–11   | Ga-Rankuwa United        | North West Shining Stars |
| 2011–12   | Soshanguve Sunshine      |                          |
| 2012–13   |                          |                          |
| 2013–14   | North West Shining Stars |                          |
| 2014–15   | North West Shining Stars |                          |
| 2015–16   | Orbit College FC         | Polokwane City Rovers FC |
| 2016–17   | Buya Msuthu FC           | Polokwane City Rovers FC |
| 2017–18   | Buya Msuthu FC           | Polokwane City Rovers FC |

## Promovidos
| Promovidos | Promovidos                            | Promovidos                          |
| Temporada  | Inland Stream                         | Coastal Stream                      |
| ---------- | ------------------------------------- | ----------------------------------- |
| 1998–99    | Arcadia Shepherds Mapate Silver Stars | Premier United Blackburn Rovers     |
| 1999–00    | Ledwaba Power Stars Alexandra United  | Maritzburg City Basotho Tigers      |
| 2000–01    | Welkom Stars Mamelodi Juventus        | William Prescod PE Technikon        |
| 2001–02    | Maholosiane Peoples Bank Spurs        | Moja United Juventus (Western Cape) |
| 2002–03    | Winners Park FC Sporting              | Vasco da Gama Blackburn Rovers      |
| Promovidos |                                       |                                     |
| Temporada  | Campeón                               | Subcampeón                          |
| 2003–04    | Pretoria University                   | Louisvale Pirates                   |
| 2004–05    | Witbank Spurs                         | PJ Stars Kings                      |
| 2005–06    | OR Tambo DC                           | Garankuwa United                    |
| 2006–07    | African Warriors                      | Hanover Park                        |
| 2007–08    | Vasco da Gama                         | Carara Kicks                        |
| 2008–09    | United                                | Batau                               |
| 2009–10    | FC AK                                 | Blackburn Rovers                    |
| 2010–11    | Chippa United                         | Sivutsa Stars                       |
| 2011–12    | Roses United FC                       | Milano United FC                    |
| 2012–13    | Baroka                                | Maluti FET College                  |
| 2013–14    | Cape Town All Stars                   | Highlands Park FC                   |
| 2014–15    | Mbombela United                       | Mthatha Bucks                       |
| 2015–16    | Kings United                          | Magezi FC                           |
| 2016–17    | Uthongathi                            | Super Eagles                        |
| 2017–18    | Maccabi                               | TS Sporting                         |
| 2018–19    | JDR Stars                             | Steenberg United                    |